# Sélero
Sélero är en ort i Grekland.   Den ligger i prefekturen Nomós Xánthis och regionen Östra Makedonien och Thrakien, i den nordöstra delen av landet, 400 km norr om huvudstaden Aten. Sélero ligger 72 meter över havet och antalet invånare är 1 811.
Terrängen runt Sélero är kuperad norrut, men söderut är den platt. Runt Sélero är det ganska glesbefolkat, med 50 invånare per kvadratkilometer. Närmaste större samhälle är Xánthi, 8,9 km väster om Sélero. Trakten runt Sélero består till största delen av jordbruksmark.